# 遠洋集團

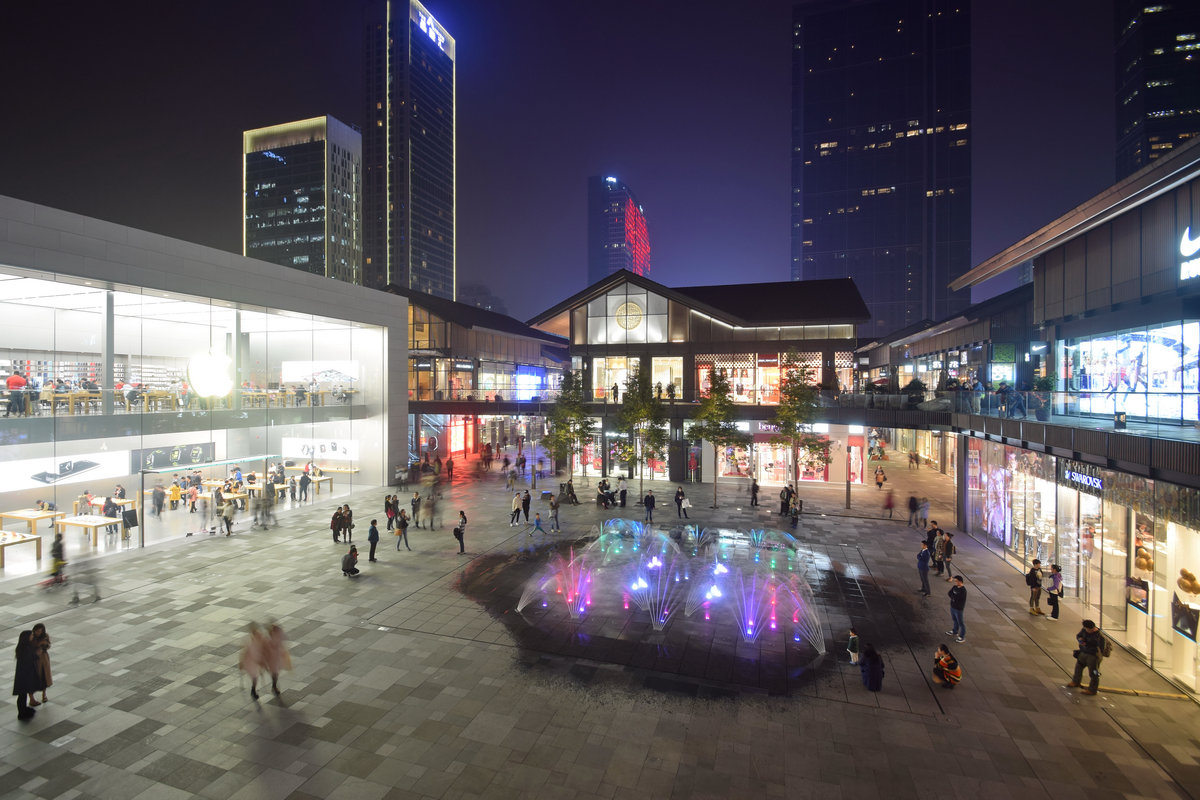
遠洋地產聯合太古地產發展的成都遠洋太古里，其中遠洋地產佔50%權益。

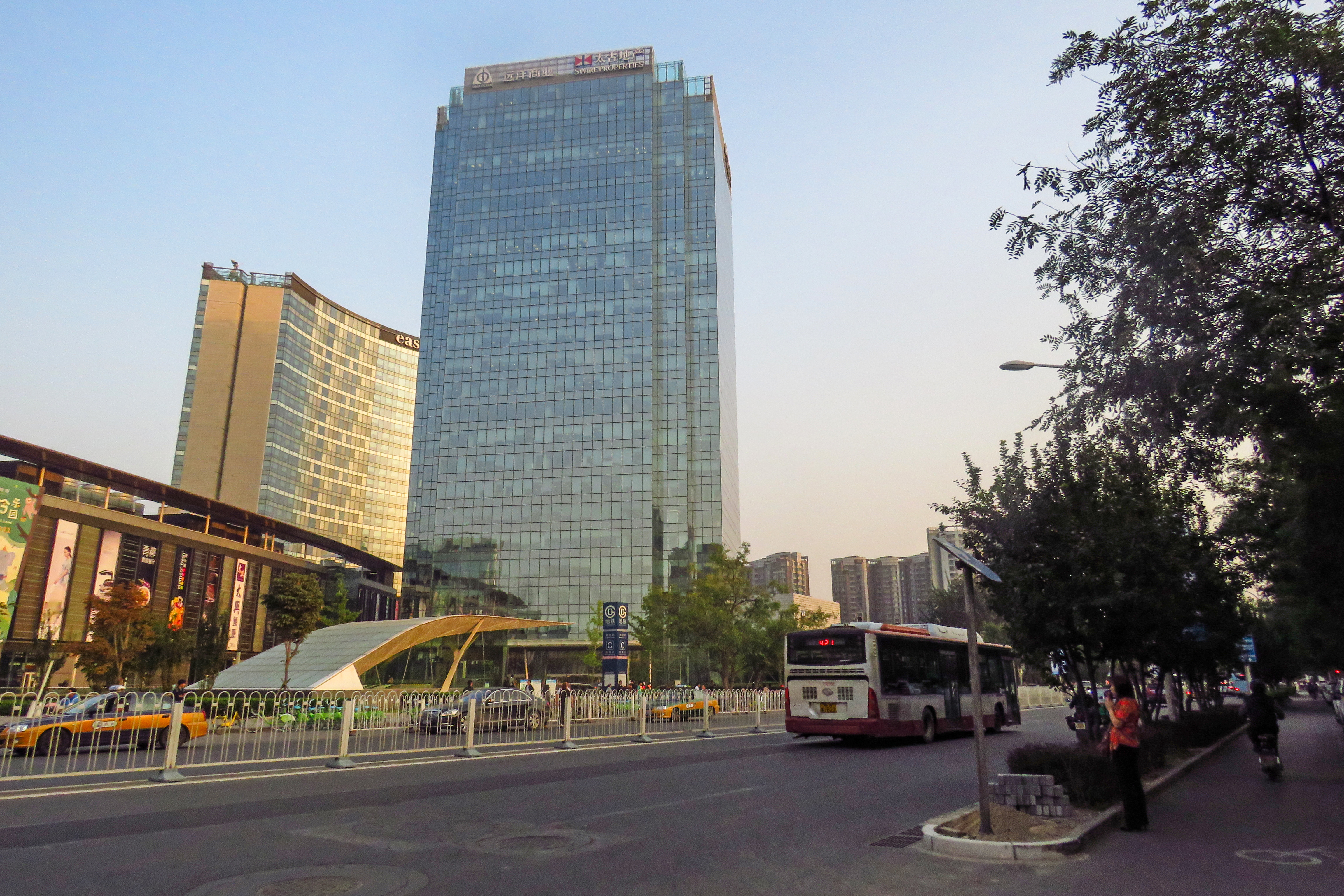
遠洋地產聯合太古地產發展的北京颐堤港，其中遠洋地產佔50%權益。

遠洋集團控股有限公司（港交所：3377），簡稱「遠洋集团」。成立於1993年，并于 2007 年 9 月 28 日在香港联合交易所有限公司（「联交所」）主板上市。截至2018年6月30日，遠洋集團已發行總股本約為76億股  ，主要股東為中國人壽保險股份有限公司、大家人壽保險股份有限公司等遠洋集團以“建築健康和社會價值的創造者”為戰略，成為以投資開發為主業，發展開發相關新業務的綜合實業公司。遠洋業務範圍包括住宅和綜合開發、不動產開發運營、產業合作與客戶服務。。

## 歷史沿革
1993年，中遠房地產開發公司註冊成立，為中遠集團發起設立的國有企業
1994年， 中遠集團行使行業管理和系統內房地產投資職能
2003年，完成二次改制，成為擁有七家股東的中外合資企業
2004年，首次投資京外市場——天津
2006年，首次投資中山、大連，粵港澳大灣區和中國東北地區。
2007年4月，更名遠洋地產，重組成為外商獨資經營企業。
2007年9月28日，在香港交易所主板上市
2007年10月，首次投資杭州。
2008年3月，被恒生指數有限公司納入恒生綜合指數、恒生大中型股指數、恒生中型股指數、恒生中小型股指數、恒生港股通指數、恒生港股通中小型指數成份股。
2008年3月10日起，遠洋集团加入紅籌指數成份股。
2009年11月，首次投資重慶。
2009年12月，獲中國人壽入股。
2010年，首次投資武漢。
2011年9月，與太古地產共同投資的北京頤堤港正式開業，為公司首個商業綜合體
2014年3月，獲國家工商總局商標局批復認定，“遠洋”註冊商標為馳名商標。
2014年7月，首獲標準普爾、穆迪、惠譽三大國際評級機構“投資級”評級結果，並獲“穩定”的未來展望
2015年4月，與太古地產共同投資的商業綜合體成都遠洋太古里正式開業。
2016年6月，公司更名遠洋集團。
2017年1月，遠洋資本與九曳供應鏈簽約，對其投資2億元，涉足物流產業。
2017年2月，WELL人居實驗室（中國）在北京奠基。
2017年9月，遠洋首個自主開發運營商業綜合體杭州远洋乐堤港正式開業。
2017年12月，遠洋資本對北京雲泰數通互聯網科技有限公司戰略投資9億元，涉足大數據產業
2018年，獲中國綠色地產TOP10中國房地產企業產品品牌十強2018年9月20日，遠洋集團控股有限公司的小夥伴成長計劃項目榮獲2018年第三屆“CSR中國教育獎”、最佳可持續發展獎
2018年9月，遠洋集團首次參評全球房地產可持續性評估指標，獲四星級領先評級。
2018年10月，遠洋集團首個物流地產項目——远泉嘉兴南湖汽车零部件金融物流产业园在嘉興南湖奠基開工。
2019年1月，北京远洋国际中心A座遠洋集團總部重新開放，成為美國WELL健康建築鉑金級認證的國內最大面積的辦公區。
2019年6月，由遠洋商業與凱賓斯基集團首次合作投資的杭州远洋凯宾斯基酒店正式開業。
2019年8月 遠洋集團與重慶江北區簽署戰略協議，共同投資川渝地標級商業項目。
2019年11月 遠洋黨委“1+3黨建工作模式”在第十六屆中國企業發展論壇全國企業黨建（煙臺）峰會上榮獲“2019年度全國企業黨建十佳案例”。
2023年8月13日，遠洋集團未能支付一筆2094萬美元利息，導致正式違約。

### 香港項目
2014年12月，遠洋以2.9億元，成功購入投得丈量約份第332約地段第758號之餘段地皮，地盤面積約為4,212平方米，地積比率約0.8倍，指定作私人住宅用途。最低及最高的樓面面積分別為2,022平方米及3,369平方米。地盤批租期為50年，每呎樓面地價約7,997元。項目在2015年12月獲屋宇署批出建築圖則，將興建6座洋房。項目已命名為南嶼嵩林。
2017年中，遠洋參股南豐集團日出康城六期LP6（佔40％），成為遠地在香港首個地產項目，亦是其首個鐵路上蓋地產項目。
2020年1月，遠洋成功購入旺角煙廠街25號、27號及31號全部業權。項目於2019年8月獲批建築圖則及拆樓紙，將重建為一幢23層高商住大廈。項目已命名為千望。

## 股票
2009年12月27日，中國人壽斥資58.19億元，入股16.57%股份，涉及9.34億股新股，認購價每股6.23元。
2010年1月13日，中國人壽再向遠洋地產第3大股東中化集團，收購其4.23億股舊股，但未有披露交易作價。收購完成後，中壽持遠地之股權由16.57％增持至24.08%，成為遠洋第一大股東之餘，並成為遠洋的戰略投資者。
2010年12月16日，中遠國際以每股5.6元悉售16.85%或9.49億股遠地，套現53.2億元。南豐全資擁有的Spring Glory Investment Ltd以每股作價5.6元，增持6.59億股遠洋地產，涉資36.9億元，其於遠地的持股由10.02%，大增至21.89%，成為第二大股東
2013年9月27日遠洋分別與中國人壽及南豐集團訂立協議，以每股4.74港元發行約6.36億及6.87億股股份分別佔已發行股本約
22.48%及擴大後的已發行股本約18.35%，每股作價分別較9月27日當日收市價、包括訂立日前五天及廿天的平均收市價有輕微溢價。完成配售後，中國人壽及南豐集團分別持有遠洋地產29%及21%股權，交易仍需依例待召開股東特別大會通過後完成。
2015年12月7日，南豐集團以每股5.05港元作價，向安邦保險集團及安邦財產保險出售持有的20.5%（15.41億股）遠洋地產權益，總代價約77.84億港元
2015年12月10日，九龍倉集團以每股5港元作價，向獨立第三方出售持有的5.925%%遠洋地產權益，合共套現22億元。完成後，九龍倉將不再持有任何遠洋地產股份。

## 股東
- 中國人壽保险股份有限公司29.59%
- 安邦保險集团股份有限公司29.58%

## 外部連結
- 遠洋集團官方網頁 （页面存档备份，存于）